# Mistrzostwa Europy w Saneczkarstwie 1990
32. Mistrzostwa Europy w saneczkarstwie 1990 odbyły się w austriackim Innsbrucku. W tym mieście mistrzostwa odbyły się już drugi raz (wcześniej w 1951). Rozegrane zostały cztery konkurencje: jedynki kobiet, jedynki mężczyzn, dwójki mężczyzn oraz zawody drużynowe. W tabeli medalowej najlepsze było NRD.

## Wyniki

### Jedynki kobiet
| Medal | Zawodniczka          | Narodowość | Czas | Strata |
| ----- | -------------------- | ---------- | ---- | ------ |
|       | Susi Erdmann         | NRD        |      |        |
|       | Gerda Weissensteiner | Włochy     |      |        |
|       | Jana Bode            | RFN        |      |        |

### Jedynki mężczyzn
| Medal | Zawodnik     | Narodowość | Czas | Strata |
| ----- | ------------ | ---------- | ---- | ------ |
|       | Georg Hackl  | RFN        |      |        |
|       | Markus Prock | Austria    |      |        |
|       | Jens Müller  | NRD        |      |        |

### Dwójki mężczyzn
| Medal | Zawodnicy                     | Narodowość | Czas | Strata |
| ----- | ----------------------------- | ---------- | ---- | ------ |
|       | Jörg Hoffmann/Jochen Pietzsch | NRD        |      |        |
|       | Hansjörg Raffl/Norbert Huber  | Włochy     |      |        |
|       | Stefan Krausse/Jan Behrendt   | NRD        |      |        |

### Drużynowe
| Medal | Zawodnicy                                                                        | Narodowość | Punkty | Strata |
| ----- | -------------------------------------------------------------------------------- | ---------- | ------ | ------ |
|       | Jens Müller/René Friedl/Susi Erdmann/Sylke Otto/Jörg Hoffmann/Jochen Pietzsch    | NRD        |        |        |
|       | Georg Hackl/Johannes Schettel/Jana Bode/Margit Paar/Stefan Ilsanker              | RFN        |        |        |
|       | Arnold Huber/Norbert Huber/Gerda Weissensteiner/Natalie Obkircher/Hansjörg Raffl | Włochy     |        |        |

## Klasyfikacja medalowa
| Miejsce | Państwo |   |   |   | Razem |
| ------- | ------- | - | - | - | ----- |
| 1.      | NRD     | 3 | 0 | 2 | 5     |
| 2.      | RFN     | 1 | 1 | 1 | 3     |
| 3.      | Włochy  | 0 | 2 | 1 | 3     |
| 4.      | Austria | 0 | 1 | 0 | 1     |